# The Minstrel Boy
The Minstrel Boy è una canzone popolare il cui testo è stato scritto da Thomas Moore (1779 - 1852) sull'aria di una più antica ballata irlandese.
Utilizzata più volte come inno (anche dagli irlandesi che combatterono nella guerra civile americana, è stata anche utilizzata in molte serie televisive e film, tra i quali: L'uomo che volle farsi re (1975, regia di John Huston), Black Hawk Down - Black Hawk abbattuto (2001, regia di Ridley Scott), Star Trek: The Next Generation (episodio Un uomo ferito), Star Trek: Deep Space Nine (episodio Il volto mutevole del male).
Suonata da una sola cornamusa, era l'aria che ha accompagnato il corteo funebre durante il funerale di Bobby Sands, nel 1981 a Belfast.
Non sempre, comunque il testo utilizzato nelle varie produzioni è quello originale: ad esempio nel film di Houston del 1975, Sean Connery intona l'aria ma utilizzando il testo di un inno intitolato: The Son of God:
A glorious band, the chosen few
On whom the Spirit came;
Twelve valiant saints, their hope they knew,
And mocked the cross and flame.
They met the tyrant's brandished steel,
The lion's gory mane;
They bowed their heads the death to feel:
Who follows in their train?